# Герс, Яник
Яник Роберт Герс (англ. Janick Robert Gers; род. 27 января 1957, Хартлпул) — британский гитарист, музыкант, автор песен, прежде всего известный как гитарист популярной хэви-метал-группы Iron Maiden. Его отец, Болеслав, был офицером польского военно-морского флота.
Герс был гитаристом известной группы White Spirit, пока не присоединился к группе Яна Гиллана Gillan, сформированной бывшим вокалистом прославленной рок-группы Deep Purple. После того, как Гиллан вновь вернулся в Deep Purple, его команда была распущена, а Яник присоединился к группе Gogmagog, которая была сформирована бывшим вокалистом Iron Maiden Полом ДиАнно и ударником Клайвом Барром. Яник также был приглашён в группу Marillion. В 1990 он играл на гитаре на альбоме Tattooed Millionaire вокалиста Iron Maiden Брюса Дикинсона. В течение записи этого альбома он был приглашён на прослушивание в группу Iron Maiden, где заменил гитариста Эдриана Смита. С 1990 Яник — гитарист в группе.
В своём стиле игры Герс использует сильный дисторшн и отличается очень «сырым» тоном. Он предпочитает переменный штрих вместо легато с использованием hammer-on и pull-off. Главные влияния Герса — Ричи Блэкмор, Джефф Бек и Рори Галлахер. Он известен своим энергичным поведением на сцене, которое часто включает в себя танцы, прыжки и выполнение трюков с гитарой, например, подбрасывание ее в воздух и ловля.
Вместе с Дэйвом Мюрреем и Эдрианом Смитом (также гитаристами Iron Maiden) делит 4-е место в списке величайших метал-гитаристов всех времён по версии Metal Hammer.

## Дискография

### White Spirit
- White Spirit (1980)

### Gillan
- Double Trouble (1981)
- Magic (1982)

### Gogmagog
- I Will Be There EP (1985)

### Fish
- Vigil in a Wilderness of Mirrors (1990)

### Bruce Dickinson
- Tattooed Millionaire (1990)

### Iron Maiden
- No Prayer for the Dying (1990)
- Fear of the Dark (1992)
- A Real Live One (Live, 1993)
- A Real Dead One (Live, 1993)
- Live at Donington (Live, 1993)
- The X Factor (1995)
- Virtual XI (1998)
- Brave New World (2000)
- Rock in Rio (Live, 2002)
- Dance of Death (2003)
- Death on the Road (Live, 2005)
- A Matter of Life and Death (2006)
- The Final Frontier (2010)
- The Book of Souls (2015)
- Senjutsu (2021)